# Überwachungsgesamtrechnung
Die Überwachungsgesamtrechnung ist ein Konzept zur Erfassung der Gesamtheit aller staatlichen Überwachungsmaßnahmen.

## Beschreibung des Konzepts
Die Überwachungsgesamtrechnung ist ein im Jahr 2010 vom Bundesverfassungsgericht (BVerfG) angeregtes Konzept, dessen Ziel es ist, die Gesamtheit der staatlichen Überwachungsmaßnahmen einer Gesellschaft zu erfassen, zu bewerten und auf ihre Verhältnismäßigkeit zu prüfen. Der Begriff wurde von Alexander Roßnagel, Rechtswissenschaftler und Universitätsprofessor für öffentliches Recht geprägt:

„Die moderne Informationstechnik gäbe es her, alle Aktivitäten aller Bürger umfassend und vollständig zu überwachen. Die verfassungsrechtlich geforderte zivilisatorische Leistung ist es, im Interesse der Freiheit darauf zu verzichten.“

Ziel der Überwachungsgesamtrechnung ist es, als Grundlage für die Evaluation bestehender Sicherheitsgesetze zu dienen, bevor neue Gesetze eingeführt werden und damit die Debatte über die Sicherheitsgesetzgebung in Deutschland zu versachlichen, sowie die Rechtfertigungslast für die Einführung neuer Überwachungsgesetze zu erhöhen.

## Überwachungsbarometer
Das Max-Planck-Institut hatte bereits 2022 vorrangig ein Instrument, das sogenannte „Überwachungsbarometer“ zur Messung der reellen Überwachungslast in einer Gesellschaft entwickelt, welches aus sechs zentralen Punkten besteht:
1. Erfassung der Überwachungsmaßnahmen: Quantitative Erfassung der verschiedenen Überwachungsmaßnahmen, die von staatlichen Behörden durchgeführt werden.
2. Spezifizierung der Überwachungsmaßnahmen: Detaillierte Spezifizierung der Maßnahmen hinsichtlich ihrer Zielsetzung und Eingriffswirkung.
3. Gewichtung der Eingriffswirkung: Bewertung der Eingriffswirkung der Überwachungsmaßnahmen, um ihre Intensität und Auswirkungen auf die Grundrechte zu bestimmen.
4. Aggregierte statistische Daten: Nutzung aggregierter statistischer Daten, um ein realistisches Abbild der Überwachungssituation zu erstellen.
5. Verfassungsrechtliche Einordnung: Verfassungsrechtliche Bewertung der Überwachungsmaßnahmen, um ihre rechtliche Zulässigkeit und Grenzen zu bestimmen.
6. Transparenz und öffentliche Diskussion: Förderung der Transparenz und der öffentlichen Diskussion über die Überwachungsaktivitäten durch Bereitstellung der erhobenen Daten und Analysen

## Überwachungsgesamtrechnung 2025

### Hintergrund und Zielsetzung
Die erste Überwachungsgesamtrechnung für Deutschland wurde 2024/25 als Pilotstudie vom Max-Planck-Institut zur Erforschung von Kriminalität, Sicherheit und Recht im Auftrag des Bundesjustiz- und des Bundesinnenministeriums erarbeitet. Damit wurde ein Vorhaben aus dem Koalitionsvertrag 2021–2025 der Bundesregierung aus SPD, Grünen und FDP umgesetzt, der „eine wissenschaftliche Evaluation der Sicherheitsgesetze und ihrer Auswirkungen auf Freiheit und Demokratie“ sowie die Erstellung einer Überwachungsgesamtrechnung vorsah. Am 2. Mai 2025 wurde das Ergebnis in drei Bänden veröffentlicht.

### Methodik
Ziel der Studie war die Entwicklung eines belastbaren Konzepts, um das staatliche Überwachungsniveau empirisch und normativ zu bilanzieren. Untersucht wurden dazu zahlreiche heimliche Überwachungsbefugnisse der Sicherheits- und Strafverfolgungsbehörden auf zwei Achsen: Zum einen wurde die Eingriffsintensität jeder Maßnahme anhand rechtlicher Kriterien normativ bewertet. Hier flossen insbesondere neun Intensitätsfaktoren ein (etwa betroffene Rechtsgüter, Anlass, Dauer, Umfang der Datenerhebung) sowie gegebenenfalls mitigierende Umstände (z. B. richterliche Vorbehalte, Schutz von Kernbereichen privater Lebensgestaltung). Aus diesen Faktoren wurde für jede Befugnis ein normativer Befugniswert berechnet, der die potentielle Grundrechtsbeeinträchtigung quantifiziert.
Zum anderen wurde auf Basis verfügbarer Statistiken erhoben, wie häufig die Befugnisse in der Praxis genutzt werden (Maßnahmenhäufigkeit).
Diese empirischen Häufigkeitswerte wurden mit den normativen Werten zu einem Index verknüpft. So ergab sich für jede Behörde ein kombinierter Überwachungswert, der sowohl die gesetzlich erlaubte Eingriffstiefe als auch die tatsächliche Einsatzfrequenz einer Maßnahme abbildet. Das Modell erlaubt Vergleiche zwischen verschiedenen Behörden und Regionen. Die Studie liefert keine starre Schwelle, was „zu viel“ Überwachung wäre, sondern ein Instrumentarium, um Entwicklungstrends und regionale Unterschiede sichtbar zu machen.

### Zentrale Ergebnisse
Die Studie offenbarte umfangreiche Befunde zu Umfang und Intensität staatlicher Überwachung in Deutschland. Beispiele besonders eingriffsintensiver Befugnisse sind etwa die Online-Durchsuchung und die akustische Wohnraumüberwachung, während z. B. die langfristige Vorratsdatenspeicherung von Telekommunikations- oder Finanzdaten zwar große Datenmengen betrifft, aber als weniger intensiv pro Eingriff bewertet wird. Einen zentralen Befund stellt die Gesamtbetrachtung der Überwachungsbefugnisse der Länder dar: Hier zeigte sich, dass Berlin seinen Sicherheitsbehörden deutlich weniger Befugnisse einräumt als andere Bundesländer, wohingegen Rheinland-Pfalz und Bayern die umfangreichsten Befugniskataloge haben. Konkret ermittelten die Forscher einen Befugnis-Gesamtwert (kumuliertes normatives Überwachungsniveau) von 209 für Berlin – der niedrigste Länderkennwert – gegenüber 259 in Rheinland-Pfalz und Bayern, den höchsten Werten im Ländervergleich. Allerdings weisen etwa Bayern und andere Länder mit hohen Befugnissummen zugleich oft strengere Eingriffsschranken auf, was die effektive Intensität relativiert. Ein weiterer Befund war, dass kein Bundesland oder Sicherheitsorgan auf Gesetzesebene als eindeutig „überwachungsfreudiger“ ausgemacht wurde – die gesetzlichen Befugnisstände bewegen sich insgesamt in vergleichbaren Rahmen.
Die empirische Analyse ergab gleichwohl erhebliche Unterschiede in der Nutzung einzelner Überwachungsmaßnahmen. Einige Kennzahlen aus dem Tabellenband (Daten für 2022) verdeutlichen dies:
- Im Jahr 2022 wurden über 424 Millionen Fluggastdatensätze von den Fluggesellschaften an das Bundeskriminalamt übermittelt – eine nahezu lückenlose Erfassung aller Flugreisenden auf Vorrat. Diese EU-weit geregelte Maßnahme erwies sich als größter „Überwachungstreiber“ im Gesamtbild. Demgegenüber fallen gezielte Abfragen von Reisedaten durch Behörden zahlenmäßig weit geringer aus.[12]

- Verkehrsdaten (Verbindungs- und Standortdaten) werden wesentlich häufiger abgefragt als Inhaltsdaten aus der Telekommunikation. So registrierte die bayerische Polizei 2022 über 7.100 Abfragen von Telekommunikations-Verkehrsdaten (§ 100g StPO), den Spitzenwert unter den Ländern. Dagegen wurden in Thüringen derartige Abfragen am seltensten vorgenommen.[13] Klassische Telekommunikationsüberwachung (Abhören von Telefongesprächen u. Ä.) kam insgesamt seltener zum Einsatz (in den meisten Ländern wenige hundert Fälle); relativ zur Einwohnerzahl war sie in der Stadtstaat Hamburg am häufigsten, während Nordrhein-Westfalen die geringste TK-Überwachungsinzidenz aufwies.

- Zu den häufigsten Überwachungsmaßnahmen gehörten außerdem Auskünfte zu Bestandsdaten von Telekommunikationsanschlüssen (Wer besitzt diese IP-Adresse?); allein das BKA gab dafür 2022 über 86.000 automatisierte Abfragen an.[14] Auffällig war auch, dass die Behördenberichte teils erhebliche Lücken aufwiesen: So verfügt etwa die Berliner Polizei in acht von 19 erfassten Befugniskategorien über keinerlei eigene Befugnisgrundlagen – diese Überwachungskompetenzen bestehen nur in anderen Ländern oder auf Bundesebene. Insgesamt zeigte die Studie, dass einige Länder und Behörden deutlich häufiger von ihren Überwachungsbefugnissen Gebrauch machen als andere, was sowohl für Verkehrs- als auch für Inhaltsdaten gilt.

Die Autoren betonen, dass das aktuelle Ergebnis eine Momentaufnahme mit einigen Unsicherheiten ist. Aufgrund begrenzter Datenlage – viele Behörden erfassen Eingriffe nur lückenhaft – konnten nicht in allen Kategorien empirische Häufigkeiten bestimmt werden. Hier offenbarten sich Transparenzdefizite in der behördlichen Dokumentation.

### Rezeption und Bewertung
Überraschend (und bereits vor Erscheinen) haben sich die Innenminister und -Senatoren im Juni 2024 auf dem halbjährlichen Treffen gegen das Konzept gewendet und statt der Überwachungsgesamtrechnung eine Sicherheitsgesamtrechnung gefordert, welche vorrangig Schutzlücken analysiert und die Praxistauglichkeit von Ermittlungsbefugnissen prüft. Bundesinnenministerin Nancy Faeser hatte bereits im Zusammenhang mit Disziplinarverfahren gegen Staatsbedienstete  im August 2023 vorgeschlagen, in bestimmten Fällen eine Beweislastumkehr einzuführen. Eine fortschreitende Politik solcher Generalverdächtigungen ohne Gegenstimmen würde die Bürger und Bürgerinnen eines Staates womöglich per Gesetz kriminalisieren und den Staat in das falsche Licht eines „Bürger-Gefängnisses“ stellen.
Die Studie von 2025 wurde von Medien und Fachleuten als wichtiger, jedoch noch unvollständiger Schritt bewertet. Kommentatoren hoben lobend hervor, dass erstmals ein strukturiertes Instrument vorliegt, um das Gesamtniveau staatlicher Überwachung annähernd messbar zu machen. Gleichzeitig wurde kritisch angemerkt, dass zentrale Stellen – insbesondere die Nachrichtendienste – nicht alle erforderlichen Informationen lieferten und die Forscher mangels Kooperationsbereitschaft auf öffentliche Quellen angewiesen waren. So konstatiert etwa heise online, die Studie könne die Frage, ob Deutschland an der Schwelle zum Überwachungsstaat stehe, mangels Daten nicht beantworten. Hervorgehoben wurde das Dokumentationsdefizit: Ohne eine effektive Erfassung aller Überwachungsmaßnahmen sei eine sachliche Gesamtabwägung kaum möglich, was auch vom Bundesverfassungsgericht zunehmend eingefordert werde. Die Autoren der Studie selbst regen daher Verbesserungen bei der statistischen Erfassung an. Auch Juristen begrüßten den Ansatz grundsätzlich und sehen darin eine Chance, die Sicherheitsdebatte auf eine solide empirische Grundlage zu stellen.
Bestimmte Überwachungseingriffe erzeugten in der öffentlichen Wahrnehmung ein verzerrtes Bild. So werden etwa Befugnisse wie die Online-Durchsuchung oft kontrovers diskutiert, obwohl sie in der Praxis äußerst selten zum Einsatz kommen, während massenhafte Datensammlungen (etwa die umfassende Speicherung von Flug- oder Kontodaten) kaum Bewusstsein in der Bevölkerung genießen. Die Studie unterstreicht hier den Bedarf an mehr Transparenz und Fakten. Wünschenswert sei künftig eine einheitlichere und detailliertere Berichts- und Statistikpflicht, damit „die freiheitsgefährdende Dimension von Überwachungsmaßnahmen in der öffentlichen Diskussion [nicht] leicht über-, aber auch unterschätzt werden kann.“